# Ius regale montanorum
Ius regale montanorum (češko Právo královské horníků ali Královské horní právo), poslovenjeno Zakonik o rudarstvu (in kovništvu)) znan tudi kot Constitutiones Iuris Metallici Wenceslai II. je bil zakonik o rudarstvu in kovanju denarja, ki ga je leta 1300 objavil češki kralj Venčeslav II.
Zakonik je napisan v latinščini in sestavljen iz štirih knjig. Prva govori o osebah v rudarstvu, druga in tretja o rudnikih, četrta pa o sodiščih.
Zakonik je urejal pogoje za pridobivanje in predelavo srebra. Natančno je na primer določil kraljev delež pri pridobivanju in kovanju srebra in uvedel nov kovanec praški groš. Vseboval je tudi pravilnik o varstvu pri delu, predpise o izplačilu plač, dolžini delovnega časa ter protikoalicijske predpise, ki so rudarjem in kovačem prepovedovali sindikalno organiziranje.
Zakonik, sestavljen in objavljen s pomočjo italijanskih pravnikov, največ je prispeval Gozzius iz Orvieta, je bil za svoj čas zelo napreden. Temeljil je na starejših zakonikih o rudarjenju, predvsem jihlavskem, a je bil bistveno preoblikovan  v skladu z rimskim pravom in novimi izkušnjami. Zahvaljujoč določbam brez primere je bil zakonik preveden v številne jezike in se uporabljal v številnih državah po svetu. V 16. stoletju se je njegova pravna pomembnost bistveno zmanjšala, zlasti po objavi Jahimovskega reda leta 1548. Zakonik je kljub temu še naprej ohranjal pomemben položaj v več okrožjih, zgodovinsko povezanih z njim, bil večkrat reformiran, nazadnje v večjem obsegu leta 1604 s strani kralja Rudolfa II., in služil nekaterim rudarskim oblastem do 19. stoletja. V deželah češke krone je Ius regale montanorum izgubil veljavo šele leta 1854, ko je bil izdan nov avstrijski rudarski zakonik.
Najstarejši celovit nemški prevod zakonika je nastal v letih 1406–1407 po zaslugi jihlavskega pisarja Jana iz Gelnhausna. Kasneje v 15. stoletju so ga večkrat prevedli tudi v češčino, prvič Petr Přespole leta 1460.
Leta 2000 je od aprila do septembra ob 700. obletnici objave zakonika in izvajanju reforme v Kutni Gori potekal niz dogodkovs kulturno in znanstveno vsebino: koncerti, konference, odkrivanje spomenikov, muzejskih razstav itd.